# Шпёри, Коля
Коля Шпёри (нем. Kolja Spöri) по прозвищу "Доктор Дэнджерзон" (нем. Dr. Dangerzone) — немецкий менеджер Формулы-1, экстремальный путешественник и писатель.
Шпёри был неоднократным гостем Russia Today. В одном интервью для RT Германии Коля Шпёри назвал Россию своей «любимой страной для путешествий».
Коля Шпёри является членом Клуба самых путешествующих людей. Он посетил 193 государства-члена ООН и 13 автономных регионов по всему миру. 
В своей книге «Я был везде» он пишет о своем опыте в конфликтных странах, таких как Чечня, Афганистан или Южный Судан и отдаленных уголках мира, таких как Треугольник Илеми, или Колымский тракт в Восточной Сибири зимой при −62 °C. Он участвовал в марафоне на Северном полюсе в ледовом лагере Барнео. Би-би-си назвала его одним из своих «пионеров путешествий».

## Личная жизнь
Коля Шпёри родился в 1969 году в Эингене ФРГ и рос в городе Обердишинген (нем. Oberdischingen).
Сейчас (по состоянию на 2023 год) основное место жительство Коля Шпёри в Монако. 

## Заслуги
- Его книга «Я был везде» (англ. I've been everywhere / нем. Ich war überall) о путешествиях в экстремальные регионы и районы военных действий была в 2014 году бестселлером в Германии.
- Он основатель Международного конгресса Extreme Traveler International Congress (ETIC)[7], который начал свою работу в октябре 2014 в Грозном[8][9]
- Коля Шпёри является экспертом по зимним трассам (зимникам[10] ) и входит в число первых западных экстремальных путешественников, которые преодолели зимник «Анабар»[11].

## Книги
- «Я был везде» Ich war überall: Tschetschenien, Afghanistan, Südsudan — Mit einem Gentleman an die entlegensten und gefährlichsten Orte der Welt (2014) Plassen Verlag, ISBN 978-3-86470-171-9